# Hemileuca paradoxa
Hemileuca paradoxa är en fjärilsart som beskrevs av Watson 1913. Hemileuca paradoxa ingår i släktet Hemileuca och familjen påfågelsspinnare. Inga underarter finns listade i Catalogue of Life.